# صفيحة حجاجية للعظم الغربالي
الصفيحة الحجاجية للعظم الغربالي (بالإنجليزية: Orbital lamina of ethmoid bone)‏